# Ondogurvel
Ondogurvel (що означає «яєчна ящірка») — рід альваресзавридів з пізньокрейдяної (кампанської) формації Барун Гойот у південній Монголії. Тип і єдиний вид — O. alifanovi, відомий за частковим скелетом, що складається з фрагментів двох останніх дорсальних хребців, трьох передніх крижових хребців, правої клубової кістки, лівої та правої лобкової та сідничної кісток, зчленованої правої гомілки, малогомілкової кістки, II та IV плеснових кісток, і фаланги IV-1 і IV-2, права зап'ястково-п'ясткова кістка, ліва і права ручні фаланги II-1, права стегнова кістка, ліва фаланга стопи II-1 і фрагменти неідентифікованих фаланг.